# 준 클레이워스

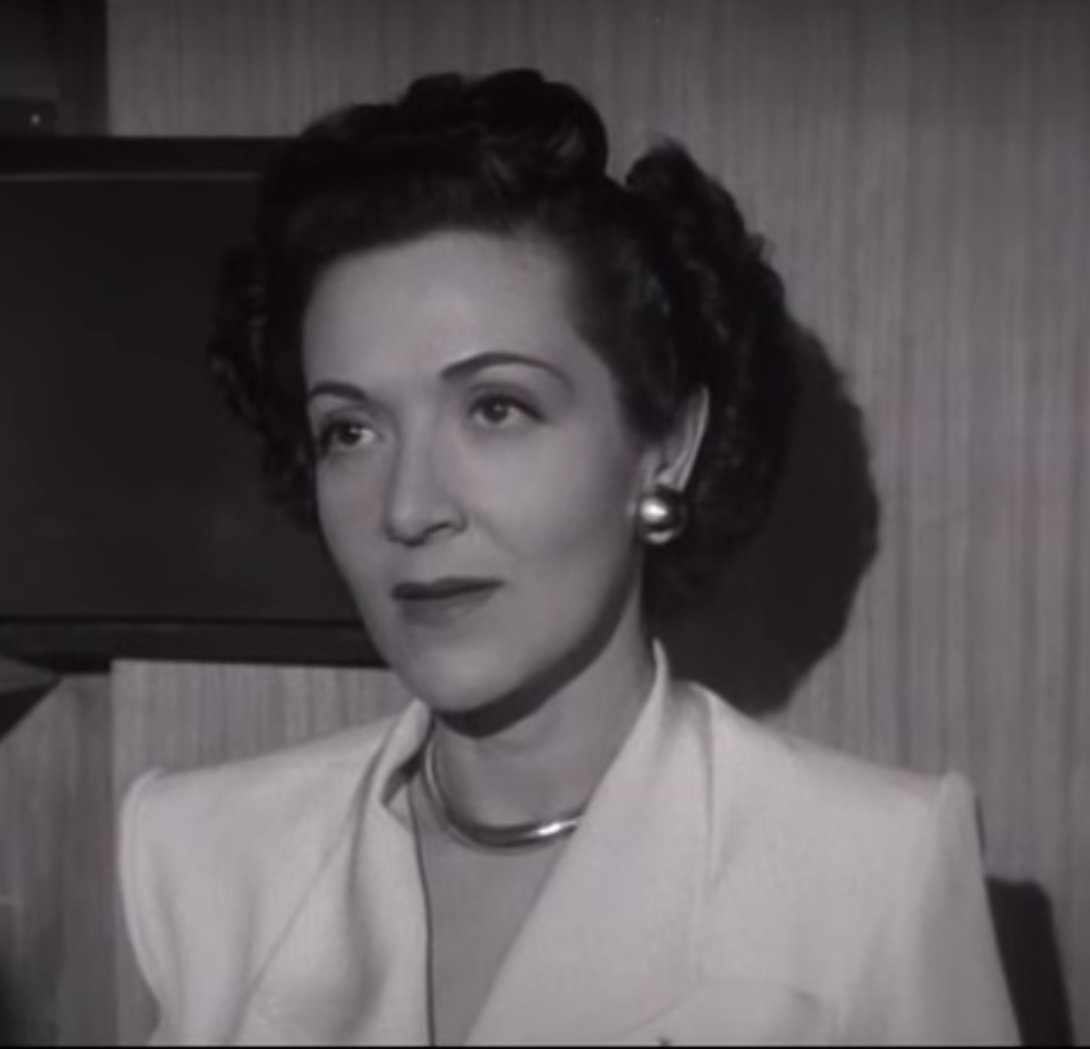

준 클레이워스(June Clayworth, 1912년 6월 9일 ~ 1993년 1월 1일)는 미국의 배우, 영화배우이다.
윌크스바에서 태어났으며 칼라바사스에서 사망하였다.

## 영화
- 데어스 올웨이즈 터마로우 (1956년)
- 드림 와이프 (1953년)
- 삼총사의 아들 (1952년)
- 보디가드 (1948년)
- 딕 트레이시 미츠 그루섬 (1947년)
- 비터 더 밴드 (1947년)
- 크리미널 코트 (1946년)
- 착한 요정 (1935년)